# Sciaphylax
Sciaphylax és un gènere d'ocells de la família dels tamnofílids (Thamnophilidae).

## Taxonomia
Segons la Classificació del Congrés Ornitològic Internacional (versió 2.5, 2010) aquest gènere està format per dues espècies:
- Sciaphylax hemimelaena - formiguer cua-rogenc meridional.
- Sciaphylax castanea - formiguer cua-rogenc septentrional.